# Comuna Velîka Buzova, Șîșakî
Velîka Buzova (în ucraineană Велика Бузова) este o comună în raionul Șîșakî, regiunea Poltava, Ucraina, formată din satele Demeankî, Iakovenșciîna-Horova, Mala Buzova, Naumenkî, Nîzova Iakovenșciîna, Tîșcenkî, Țovî, Velîka Buzova (reședința) și Zelene.

## Demografie
Componența lingvistică a comunei Velîka Buzova
     Ucraineană (96,81%)
     Rusă (1,75%)
     Alte limbi (0,08%)
Conform recensământului din 2001, majoritatea populației comunei Velîka Buzova era vorbitoare de ucraineană (96,81%), existând în minoritate și vorbitori de rusă (1,75%).